# 揚希爾縣
揚希爾縣（英語：Yamhill County）是美国俄勒冈州西北部的一個縣，面積1,861平方公里。根據2020年美國人口普查，共有10萬7,722人。縣治麥克明維爾（McMinnville）。該縣成立於1943年7月5日，是當地最早的四個分區之一（當時尚未建立俄勒岡領地）；縣名紀念奇努克人的一支揚希爾族。